# Waldemar Poleszczuk
Waldemar Andrzej Poleszczuk (ur. 7 października 1931 w Białej Podlaskiej, zm. 12 lipca 2009 w Warszawie) – polski siatkarz, dziesięciokrotny mistrz Polski, brązowy medalista Letniej Uniwersjady (1959), reprezentant Polski, działacz sportowy.

## Życiorys
W młodości uprawiał lekką atletykę. Na mistrzostwach Polski seniorów w 1949 zajął piąte miejsce w dziesięcioboju (w barwach MKS Lublin), na mistrzostwach Polski w 1951 zajął z drużyną Budowlanych czwarte miejsce w sztafecie 4 x 100 m.
Jako zawodnik siatkarskiej drużyny AZS-AWF Warszawa wywalczył mistrzostwo Polski w 1952, 1953, 1954, 1955, 1956, 1957, 1958, 1959, 1960, 1961. a także Puchar Polski w 1953, 1954 i 1955.
W reprezentacji Polski seniorów debiutował we wrześniu 1953 w towarzyskim spotkaniu z NRD, wystąpił m.in. na akademickich mistrzostwach świata w 1954 (piąte miejsce) i 1957, mistrzostwach Europy w 1955 i 1958 (w obu startach szóste miejsce). Ostatni raz w I reprezentacji wystąpił 19 września 1959 w meczu Turnieju Trzech Kontynentów z Rumunią. Łącznie w biało-czerwonych barwach wystąpił 110 razy. Ponadto w 1959 wystąpił na Uniwersjadzie w Turynie, zdobywając z drużyną brązowy medal.
W 1954 ukończył studia w Akademii Wychowania Fizycznego w Warszawie. Po zakończeniu kariery zawodniczej był m.in. trenerem Hutnika Warszawa. W latach 1974–1985 pracował jako dyrektor ds. kultury fizycznej i sportu Urzędu Miasta Stołecznego Warszawy.